# 西崎ゴウシ
西崎 ゴウシ（にしざき ゴウシ、1977年10月8日 - ）は、大阪府松原市出身の音楽家、作曲家、編曲家。
カルメラのアジテーターで、楽曲によりボーカル、トランペット、パーカッション、ギター、キーボードなども担当する。カルメラでのステージネームは西崎ゴウシ伝説。本名は西崎 剛史（にしざき ごうし）。大阪工業大学高等学校（現常翔学園高等学校）、大阪工業大学短期大学部建築学科卒業。

## 概要
幼少期は家庭環境から演歌とクラシックを聞きながら育つ。3歳からピアノをうっすら続けていたが、中学生になりX JAPANにカルチャーショックを受けエレクトリック・ギターを始め、今ではCUTT、浅井博章と共にトークショーを行うほどマニアである。高校時代になるとギター、ボーカル、キーボードといろいろなパートでバンドに参加するが、21歳の頃にhot hip trampoline schoolに出会いローディとなり、同時期に知ったTHE COLTSのヨースケに憧れトランペットを購入し現在に至る。影響された作曲家は、小西康陽、久石譲、吉俣良、大野雄二、すぎやまこういち、筒美京平、小山田圭吾、ミシェル・ルグラン、セルジュ・ゲンスブールなど。

## 来歴
幼少期
- 作曲家・歌手で歌謡教室で歌を教える父親とピアノ教師の母親を両親にもち幼少から音楽と共に育つ

1999年
- ブラスロックバンド「ガミハナーズ」を結成。

2003年
- 「ガミハナーズ」でドリーミュージックよりデビュー。
- のちに「ガミハナーズ」を脱退。

2006年
- 「カルメラ」結成。5月13日に心斎橋SUN HALLにて初ライブを行うもすぐほぼ冬眠状態へ。

2007年
- 4月よりカルメラ本格的ライブ活動開始。

2023年
- 5月21日 『We are "Calmera"』東京公演をもって無期限活動休止。
- 5月23日 新プロジェクト「カルモニカ from Calmera」を始動開始。
- 5月23日 カンニング竹山、森恵とのユニット「竹森ゴウ」の始動を発表。
- 楽器演奏者とヴォーカルが融合した音楽ユニットC;ON(現在はCiON)の音楽監修を手掛ける。

2024年
- 6月11日 C;ONのプロモーター兼サウンドアレンジャーに就任。

2025年
- 4月27日 作曲家としてagehaspringsとエージェント契約を締結。

## 提供・代表作

### カルメラ（西崎ゴウシ作曲分タイアップ）
- ロックンロール・キャバレー（関⻄テレビ『R-1ぐらんぷり』OP（ - 2020）, ゴリパラ見聞録2014）
- ルピナス（TOKYO FM『AWESOM RADIO SHOW』テーマ 2019）
- 満身創痍（カンニング竹山単独ライブ『放送禁止 2020』OP）
- 鍋屋横丁の夜明け（バナナマン単独ライブ『live one-half rhapsody』ED 2018）
- 上にいきたくないデパート（今野浩喜 主演舞台『上にいきたくないデパート』メインテーマ2019）
- GET YOUR KICKS（株式会社 kiCk 社歌）

### カルモニカ from Calmera
- アルバム「FUNKAmonica」（2025）[5]
- アルバム「SKAmonica」（2024）[6]
- アルバム「勝手にアバンギャルド」（2023）
- 7inch アナログレコード「誰が為に feat.中嶋イッキュウ」（2024）
- V.A「ぶらぶらぶらりん 第二話」路地裏ノスタルジー,On The Road（2025）
- V.A「Mrカミングスーン！5」天は酒の下に人を作らず（2025）
- V.A「Funky Lunch Box 7」Wanted!!,gather together（2025）
- V.A「Posh Graffiti 8」PARTY CROWD,ルイジアナ（2024）
- V.A「ぶらぶらぶらりん 第一話」仲見世レトロ道中, コッペパン（2024）
- V.A「Funky Lunch Box 6」BEAVER RUN,Draft!!（2024）
- V.A「Posh Graffiti 7」BRUSH ON!!（2023）
- Junky Hornet（テレビ東京『何を隠そう…ソレが！』OP 2024）

### 竹森ゴウ（カンニング竹山×森恵×⻄崎ゴウシ ユニット）
- 人間失策〜human error〜（2023）

### 星影のロゼット
- ミニアルバム「星影旅団」（作曲）（2024）

### 劇伴・サウンドトラック
- 映画『劇場版 ほんとうにあった怖い話 ゾクッ事故物件芸人』（2025）
- テレビ東京 ドラマ「愛のゲキジョー『ノロイヲアゲル』」佐久間宣行プロデュー（2025）
- MMJプロデュース「しばしとてこそ」作・大歳倫弘(ヨーロッパ企画 ) 演出・小沢道成（2025）
- テレビ東京 ドラマ「愛のゲキジョー『愛の口喧嘩』」佐久間宣行プロデュース（2024）
- ドラマアプリBUMP『妄信リスナー』劇中音楽（2024）
- 東映 朗讚劇『三人芝居「6006（ロクゼロゼロロク）』メインテーマ&劇中音楽（2024）
- ドラマアプリBUMP『不倫ピエロと禁断の果実』劇中音楽（2024）
- TBS 朗読劇『ROOM』メインテーマ（2024）
- TOKYOMX ドラマ「セツナ」劇中音楽（2023）
- 東映 朗讚劇『極楽牢屋敷』メインテーマ（2023）
- 『ACTORS☆LEAGUE in Baseball 2022@東京ドーム』メインテーマ、挿入楽曲（2022）
- 演劇ドラフトグランプリ 2022 in 日本武道館テーマソング「DRAFT」（2022）
- テレビ東京 ドラマ「ドクター調査班（2016）」吉俣良Projectとして1曲制作（作編曲）
- 関西テレビ放送 ドラマ『ミナミの帝王 ZERO（BOYS AND MEN 出演）』（メインテーマ&劇伴）
- 映画『ロックンロール・ストリップ（ジャルジャル後藤 主演）』（メインテーマ&劇伴）

### CM 音楽
- 昭和産業 魔法シリーズ(2025）
- 共創未来ファーマ（THE イナズマ戦隊 ホーンアレンジ）（2022）
- キユーピー マヨネーズ「野菜が、かがやく。」篇（2020）
- スシロー「海（編曲）」（2016）

### 楽曲提供
- 松原市立 ひだまりこども園 園歌(作編曲)(2025)
- ぐるちょく「ビーナスベルト」(作編曲) (2025)
- Sachiho ミニアルバム「終焉」総合プロデュース（2024）※クラリネット奏者
- C;ON「月逢夜」（作編曲）（2024）
- CiON「微熱」（作曲）(未発売楽曲)（2024）
- 冬月みぃな「君を掴む日」（作編曲）（2024）
- Floche Cream（栗山夢衣 ex 恵比寿マスカッツ&中田ちさと ex AKB48）「初恋2ショット」（作編曲）（2022）
- STARMARIE「振り出しに戻る。」（作編曲）（2022）[7]
- Sachiho ミニアルバム「朔」総合プロデュース（2023）※クラリネット奏者

### その他
- CiON「しましょ」(ホーン&ピアノ編曲) (2025)
- CiON「エロティカ・セブン EROTICA SEVEN」(編曲) (2025)
- CiON「サマラブイリュージョン2024」(ホーン&ピアノ編曲) (2025)
- CiON「心の声」(編曲) (未発売楽曲) (2025)
- ぐるちょく「チョコ」(編曲) (2024)
- Aマッソ『丁の豆』（編曲）（2024）
- V.A「Funky Lunch Box 5」HAPPY HOLIDAY（2022）
- パリコレANREALAGE SPRING/SUMMER 2024 COLLECTION “INVISIBLE”（編曲）（2023）
- 『千原ジュニアの座王』 オクラホマミキサー4回採用（公募）
- YouTube『バッドボーイズ佐田正樹（吉本興業）「SATAbuilders」』OP テーマ（作編曲）
- YouTube『あやつるぽん（吉本興業）「あやつるぽんチャンネル」』ジングル（作編曲）
- 辻本美博『A Musset for brondie』（作曲）
- 辻本美博『レンガ坂を登れば（クラリネット四重奏）』（作編曲）
- 辻本美博 ディスクユニオン JAZZ 館 店内 BGM「蛍の光〜Jazz version〜」（編曲）
- 立川志ら乃 出囃子「あんたがたどこさ〜Rock version〜」（編曲）
- Sifar（Vtuber）「月宵バニークラブ」（編曲）
- THE イナズマ戦隊「流れる日々を君と共に」（ホーンアレンジ）・ライトガールズ&カルメラ 『FESTA!!!」（編曲）
- ⻑澤知之「ムー」（ホーンアレンジ）

## 音楽監修
ここでは主にCiONのコンサート・出演イベントにおける、音楽監修内容を記す。
- 2024年4月1日 C;ON 1manLIVE "JAZZ SESC;ON" in ビルボードライブ横浜
- 2024年6月7, 8日 C;ON 1manLIVE "JAZZ SESC;ON vol.2" in コットンクラブ
- 2024年8月3日 TOKYO IDLE FESTIVAL2024 ステージ企画「IDOL SUMMER JAMBOREE ACOUSTIC & LIVE BAND SESSION」生バンドパート in 東京お台場 SMILE GARDEN[8]
- 2025年2月15日 CiON ONE MAN LIVE”THIS IS CiON” in パシフィコ横浜 国立大ホール ※一部の選曲・編曲・編曲指導を担当
- 2025年6月9, 10日 CiON 1manLIVE "JAZZ SESCiON vol.3" in コットンクラブコットンクラブ 2025年8月2日 TOKYO IDLE FESTIVAL2025 ステージ企画「IDOL SUMMER JAMBOREE ACOUSTIC & ROCK」ROCKパート in 東京お台場 SMILE GARDEN[9]